# Ragonidzi

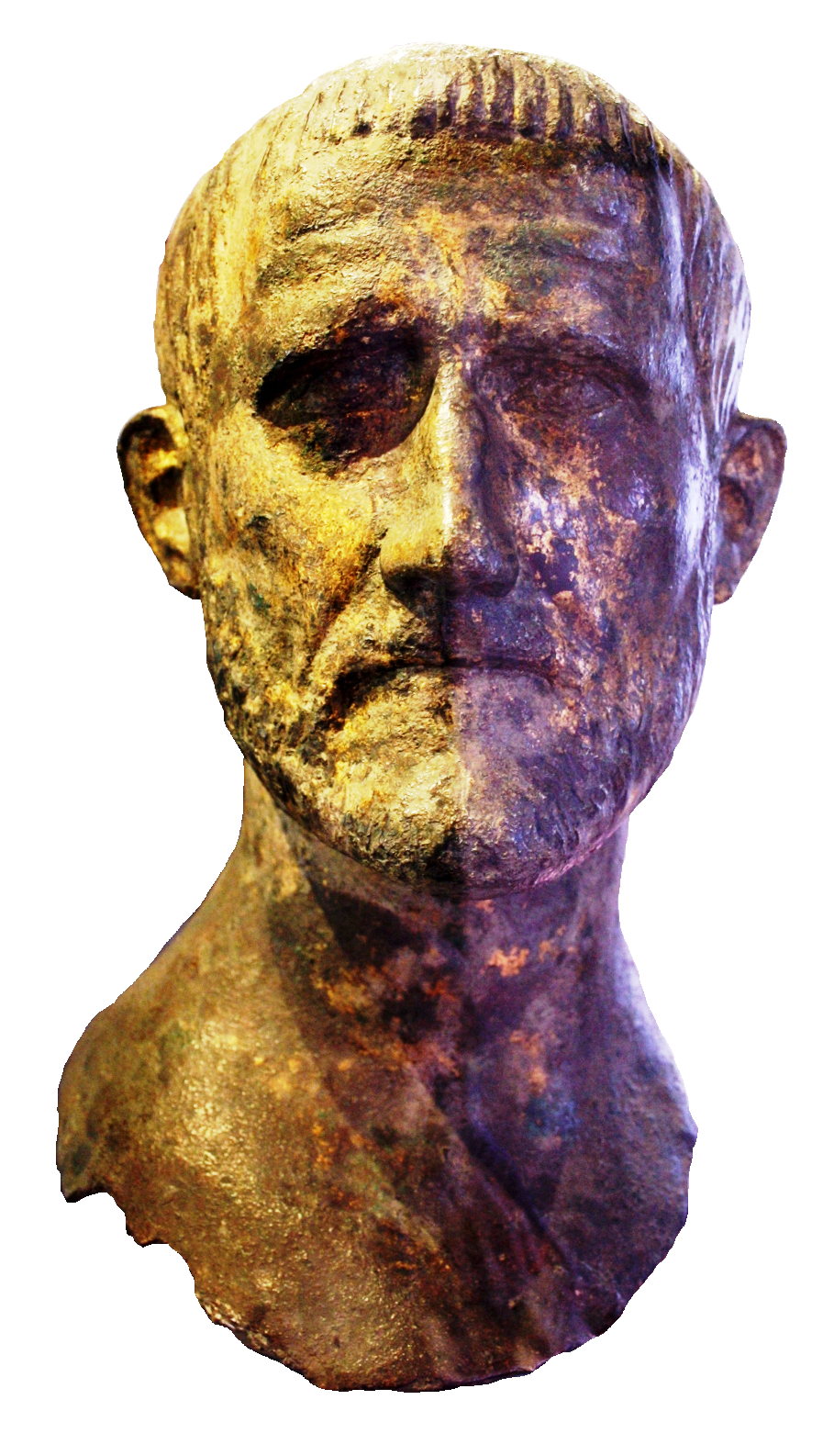
Popiersie Klaudiusza II.

Ragonidzi – fikcyjny ród wywodzący się od pasterza dardańskiego Ragona, odgrywający znaczącą rolę w historii cesarstwa rzymskiego w IV wieku, opisanej w pierwszym tomie Twarzy księżyca Teodora Parnickiego. Najznakomitszymi Ragonidami w powieści są cesarze Klaudiusz II Gocki i Kwintyliusz.

## Rago Klaudiusz Senecjo
26 lutego 212 roku Rago, pasterz dardański, zranił rzymskiego poborcę podatkowego i wraz z żoną, Teutą, uciekł w trudno dostępne góry. Przystał do gromady zbiegów, która wkrótce przekształciła się w bandę zbójców. Kiedy banda urosła w siłę, Rzymianie zaczęli ją wykorzystywać, w zamian za bogate dary, do wypraw za Dunaj i pacyfikacji lokalnych buntów. W wyniku jednej z takich wypraw, przeciw Sarmatom w 234 roku, Ragon został adoptowany przez ojca swego towarzysza i przyjął imiona: Klaudiusz Senecjo. W dwa lata później Teuta zginęła próbując powstrzymać swych braci, dowódców bandy, walczących na noże o to, czy banda ma zejść z gór i przyjąć znaki legionowe. Po śmierci całej trójki, Rago, jako najbliższy powinowaty wodzów, został przywódcą bandy i sprowadził bandę na nizinę, za co od Rzymian otrzymał stanowisko nadzorcy kopalń i dom w Naissus. Zginął w 239 roku porwany i wrzucony do szybu kopalni przez rozwścieczonych jego okrucieństwem górników. Jego śmierć pomścił, a miasto ocalił od chaosu, syn Klaudiusz, prowadząc szarżę przeciw buntownikom na czele jeńców sarmackich.
Żonami Ragona były:
- Teuta – Dardanka, siostra sześciu braci. Gdy wraz z Ragonem uciekła w góry, żyli już tylko dwaj z nich i przewodzili bandzie zbiegów i wyrzutków. Teuta, zazdrosna o przywiezioną przez męża z wyprawy brankę, odkryła na swoje nieszczęście, że dziewczyna jest w ciąży. Nie przyszło jej do głowy, że ojcem mógłby być któryś z synów, a podejrzewając o to męża, rzuciła się pomiędzy walczących na noże braci i zginęła[1].
- Mitorania – Chorezmijka. Rago przywiózł ją z wyprawy w 234 roku ,jako młodziutką brankę, podającą się za córkę króla chorezmijskiego. Poślubił ją po dwóch latach wdowieństwa.

## Dzieci Ragona
|                                         |                                         |                            |                            |                                   |                                   |                                  |                                  |   |   |                         |                         |
|                                         | Teuta (Dardanka)                        | Teuta (Dardanka)           | ∞                          | ∞                                 | Ragon Senecjo                     | Ragon Senecjo                    | ∞                                | ∞ | ∞ | Mitroania (Chorezmijka) | Mitroania (Chorezmijka) |
|                                         |                                         |                            |                            |                                   |                                   |                                  |                                  |   |   |                         |                         |
|                                         |                                         |                            |                            |                                   |                                   |                                  | (podmieniony?)                   |   |   |                         |                         |
| Dwie siostry NN (zmarłe w dzieciństwie) | Dwie siostry NN (zmarłe w dzieciństwie) | Klaudiusz (cesarz 268-270) | Klaudiusz (cesarz 268-270) | Brat NN (rozszarpany przez wilki) | Brat NN (rozszarpany przez wilki) | Kwintyliusz (cesarz 270) ∞ Paula | Kwintyliusz (cesarz 270) ∞ Paula |   |   |                         |                         |

- dwie córki – młodsza zmarła w niemowlęctwie, starsza zginęła przebita sarmacką strzałą[3].
- Klaudiusz – współpracownik Decjusza, cesarz w latach 268-270. Urodzony najprawdopodobniej ok. 219-220 roku[b]. Zmarł na cholerę po zwycięskiej bitwie z Gotami
- młodszy brat – został rozszarpany przez wilki za osadą[3].
- Kwintyliusz – najmłodszy syn Ragona i Teuty. Urodzony około 223-224 roku[c]. Matka podejrzewała, że mąż podmienił go przy urodzeniu[4]. Bardzo wrażliwy, w dzieciństwie chroniony przez starszego brata[3]. W 270 roku, po śmierci brata, został cesarzem. Popełnił samobójstwo, stanąwszy wobec konieczności zamordowania swego rywala[5].
  - Paula Numidyjka – żona Kwintyliusza, poślubiona przez niego w 244 roku[d][6], chrześcijanka, zginęła podczas prześladowania chrześcijan. Przez swych współbraci czczona jako męczennik Paweł[7].

## Potomkowie Mitroanii
|                                  |                                                        |                                                        |                                                                         |                                                                         |                         |                         |                     |                                      |                                      |                         |                         |
| Klaudiusz (cesarz 268-270)       | Klaudiusz (cesarz 268-270)                             | Kwintyliusz (cesarz 270)                               | Kwintyliusz (cesarz 270)                                                | Mitroania (Chorezmijka)                                                 | Mitroania (Chorezmijka) | Mitroania (Chorezmijka) |                     |                                      |                                      | Anulinus                | Anulinus                |
|                                  | lub                                                    |                                                        |                                                                         |                                                                         |                         |                         |                     |                                      |                                      |                         |                         |
|                                  |                                                        | ∞                                                      | ∞                                                                       | ∞                                                                       |                         | ∞                       | ∞                   | ∞                                    | ∞                                    | ∞                       |                         |
|                                  |                                                        | (podmieniony?)                                         | (podmieniony?)                                                          | (rzekomy)                                                               | (rzekomy)               | (rzekomy)               |                     |                                      |                                      |                         |                         |
|                                  | Septymiusz Senecjo ∞ 1. Aleksandra 2. matka Sykoriusza | Septymiusz Senecjo ∞ 1. Aleksandra 2. matka Sykoriusza | Konstancjusz wymieniony na Septyma (cesarz 306-307, ojciec Konstantyna) | Konstancjusz wymieniony na Septyma (cesarz 306-307, ojciec Konstantyna) |                         |                         |                     | Anulinus młodszy                     | Anulinus młodszy                     | Klaudia zmarła w połogu | Klaudia zmarła w połogu |
|                                  |                                                        |                                                        |                                                                         |                                                                         |                         |                         |                     |                                      |                                      |                         |                         |
|                                  | 1                                                      | 1                                                      | 2                                                                       | 2                                                                       | 2                       | 2                       | 2                   | 2                                    | adoptowany                           | adoptowany              |                         |
| Kwintus Bassus ∞ 5. żona Bassusa | Kwintus Bassus ∞ 5. żona Bassusa                       | król Chorezmu potem kapłan w Bosporze                  | król Chorezmu potem kapłan w Bosporze                                   | syn pracownik mennicy                                                   | syn pracownik mennicy   | syn uczeń Orygenesa     | syn uczeń Orygenesa | Sykoriusz Pompejusz ∞ 1. Proba 2. NN | Sykoriusz Pompejusz ∞ 1. Proba 2. NN | córka ∞ Minerwiusz      | córka ∞ Minerwiusz      |
|                                  |                                                        |                                                        |                                                                         |                                                                         |                         |                         |                     |                                      |                                      |                         |                         |
|                                  |                                                        |                                                        |                                                                         |                                                                         |                         |                         | 1                   | 1                                    | 2                                    | 2                       |                         |
|                                  | Kwintus Senecjo                                        | Kwintus Senecjo                                        | Gajus Basjanus                                                          | Gajus Basjanus                                                          |                         | Sykoriusz Probus        | Sykoriusz Probus    | młodsza córka zaręczona z Senecjonem | młodsza córka zaręczona z Senecjonem | Minerwina               | Minerwina               |

z Klaudiuszem lub Kwintyliuszem:

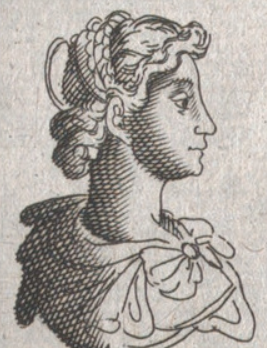
Minerwina.

- Septymiusza Senecjona – urodzony w 236[8], syn Mitroanii i jednego z jej krótkotrwałych, tajnych mężów Klaudiusza lub Kwintyliusza[9], wedle świadectw Anulinusa starszego, podmieniony w połogu przez jego prawnego ojca, Ragona[10]. Wbrew przekonaniom Mitroanii narrator twierdzi, że Septymiusz był prawdziwym jej synem[11].
  - ożenił się po raz pierwszy z Aleksandrą, córką króla perskiego Ardaszyra I[e]. Przyłapawszy ją, na gorącym uczynku mordowania Chozroesa armeńskiego, wymierzył jej osobiście karę śmierci[12]. Miał z nią syna:
    - Kwintusa Klaudiusza Senecjona Bassusa – urodzonego w 254 roku[13], który po śmierci senatora Bassusa poślubił wdowę po nim, obejmując jego majątek i opiekę nad dziećmi z trzeciego małżeństwa[f] oraz przyjmując imię Bassus[12].
      - z wdową po senatorze Bassusie – jego piątą żoną – miał synów:
        - Kwintusa Klaudiusza Senecjona Bassusa Pulchra, znanego jako Senecjo[g].
        - Gajusa Klaudiusza Senecjona Bassusa Pulchra, powinowatego cesarza Konstantyna, zwanego Basjanus[h][14].

  - po raz drugi ożenił się z matką Sykoriusza Pompejusza wdową po murarzu z nowogreckiego Posilippos. Miał z nią trzech synów:
    - najstarszego – urodzonego w 258 roku[13], autora trzytomowej historii wojen cesarzy Waleriana, Galiena i Klaudiusza, osadzonego na tronie chorezmijskim przez babkę Mitroanię w 274 roku[i], po utracie władzy kapłana Dzeusa-Jehowy w Bosporze cymmeryjskim[15].
    - średniego – pracownika mennicy cesarskiej, który stanął na czele buntu, krwawo stłumionego przez cesarza Aureliana[12];
    - najmłodszego – nawróconego na chrześcijaństwo przez Terencję Pergamenkę, uczennicę Orygenesa i Sekstusa Juliusza zwanego Afrykańskim lub Palestyńskim[12].
    - adoptował też jej syna z pierwszego małżeństwa – Sykoriusza Pompejusza. Ten miał dwie żony:
      - pierwsza – Proba urodziła mu syna:
        - Sykoriusza Probusa[j], urodzonego w 283 roku[16][17];

      - druga – nieznanego imienia, urodziła mu córkę, która z powodu małoletności zawarła ugodę małżeńską z Senecjonem[14].
- Konstancjusza – po odkryciu przez Mitroanię, że jej syn Septymiusz został w rzeczywistości podmieniony, zaczęła ona rozgłaszać, że faktycznym wymienionym na Septymiusza, jej synem ze związku z Klaudiuszem był Konstancjusz.
  - Konstancjusz z pierwszą żoną, Heleną, posługaczką w bityńskiej gospodzie, miał syna:
    - Konstantyna – jego legalną nałożnicą została prawnuczka Mitroanii z małżeństwa z Anulinusem, Minerwina.

z Anulinusem starszym:
- Klaudię Mitroanię Anulinę – zmarła w połogu[9][18][19].
  - jej córka – zamężna z Minerwiuszem, wydała na świat dwoje dzieci[19].
    - córkę Minerwinę – upatrzona przez Mitroanię na żonę Sykoriusza Probusa, potem po wplątaniu do rodu Ragonidów Konstancjusza, ku niezadowoleniu rodziny, na żonę Konstantyna. Ostatecznie została jego legalną nałożnicą;
    - młodszego syna[19].
- Anulinusa młodszego, który został prokonsulem prowincji Afryka[l][20].

z koniuchem chorezmijskim:
- Afrygusa – władcę Chorezmii i założyciela nowej dynastii Afrygidów.

## Księga rodu Ragonidów
Opowieść o rodzie Ragonidów jest dziełem Mitroanii. Tworzy ją ona mając na oku cel polityczny. Próbuje wpłynąć poprzez fikcję na rzeczywistość, przy okazji starając się ugruntować własną tożsamość, ginącą w niepewnej wiedzy o przeszłości. Jej opowieść przygotowuje daleko w przód miejsce dla kolejnych potomków. W ciasną przestrzeń historii rodzinnej jej autorka stara się zmieścić wielką historię. Wykonuje w ten sposób ważną pracę dla synów Ragona, sprawia że w historii świata poczują się jak u siebie w domu. Stara się zapanować nad zgiełkiem zbyt bogatej w wydarzenia przeszłości i jednocześnie, opowiadając o sobie jako o córce i wnuczce władców Chorezmu, stworzyć atrakcyjny wzorzec, w którym rozpoznają się jej słuchacze, w przyszłości cesarze rzymscy.
Mitroania jak montażysta filmowy łączy niezhierarchizowane wydarzenia w spójną całość. Walki dynastyczne w Chorezmii stają się prologiem do historii Ragonidów. Musi jednak działać ostrożnie: uzgadniać sprzeczne relacje, wypełniać puste miejsca. Ujmuje chaotyczny świat walk w Chorezmii w kategorie celu, działania, akcji. Wielogłosowa przeszłość ma jednak tendencję do ciągłego rozsadzania narracji. Proces tworzenia fabuły sagi wymaga od Mitroanii sporych ograniczeń. Autorka opowieści podlega presji z dwóch stron. Jest zbyt wiele zdarzeń do opowiedzenia, żeby zachować spójność fabuły, a jednocześnie nie wiadomo, co wyrzucić, a co zostawić, bo przyszłość opowiadanej historii jest nieznana. Z czasem wobec śmierci synów Ragona i Teuty wzrasta rola wątków, które z dodatkowych, stają się alternatywnymi. Mitroania traci panowanie nad fabułą i popada w kryzys poznawczy: nie wie czy jest, czy nie jest córką Wazamara, jest natomiast przekonana, że żadnych Ragonidów nie ma i poza Klaudiuszem nigdy nie było.